# Zofia Majerczyk-Owczarek
Zofia Majerczyk Owczarek (ur. 3 kwietnia 1958 w Zakopanem) – polska artystka ludowa.

## Życiorys
Pochodzi ze starych rodów góralskich, które od pokoleń tworzą kulturę Podhala oraz kultywują tradycje przodków. Sięgając do 4 pokolenia wstecz, od strony matki są to: Gąsienice Sieczki (prapradziadek, jeden z pierwszych wykształconych ludzi na Podhalu, był jednym z założycieli Podhalańskiego Banku Spółdzielczego w Zakopanem), Bachledzi Curusie, Gąsienice Gładczani oraz Obrochci (Prapradziadek Bartuś Obrochta był muzykantem, jako pierwszy stworzył kapelę góralską. Słuchając muzyki Bartusia, Karol Szymanowski napisał balet „Harnasie”, natomiast Stanisław Mierczyński zapisał ją w nutach, które do dziś służą młodzieży). Od strony ojca: Krzeptowscy, Galarowscy oraz Majerczyki – (dziadek jeden z założycieli Oddziału Poronin Związku Podhalan).
Od najmłodszych lat śpiewała i tańczyła w góralskich zespołach dziecięcych. W roku 1972 wstąpiła do zespołu regionalnego im. Bartusia Obrochty, gdzie w 1993 objęła kierownictwo artystyczne. Od lutego 1995 r. była kierownikiem tegoż zespołu. Od 1973 r. należała do Związku Podhalan, czynnie pracując w Zarządach: Ogniska Zakopane (w latach 1987–1992 pełniła funkcję wiceprezesa, natomiast od 1995 do 1999 roku była prezesem), Oddziału Tatrzańskiego jako członek Prezydium oraz w latach 1999–2002 pełniła (jako pierwsza kobieta) funkcję Prezesa Reaktywowanego Oddziału Zakopane Związku Podhalan. Jest współorganizatorem spotkań kapel „Muzyka Karpat”, „Zoduski Muzykanckie” oraz „Dudaskie Ostatki”.
Od 1979 r. zajmuje się również haftem i szyciem stroi regionalnych Podhala, które zaprezentowała na 22 wystawach zbiorowych oraz 9 indywidualnych. Brała udział w wystawie promocyjnej, kiermaszach oraz konkursach. Do Stowarzyszenia Twórców Ludowych została przyjęta w 1988 r., a od 1991 prowadzi program radiowy „Z hól i dziedzin” Związku Podhalan w lokalnym Radiu „Alex” w Zakopanem. Równocześnie współpracując z innym rozgłośniami w Polsce jak: radio Merkury, Alfa, Puls itd. oraz rozgłośniami w Chicago przekazując informacje kulturalne z Podhala. Udzielała wywiadów do Radia Kraków, Zachód, Plus, radia lokalnego Tatra w Popradzie na Słowacji a także do prasy jak: Tygodnik Podhalański, Nasze Strony, Sycyna itd. Wzięła udział w filmach: „Ród Gąsieniców” na podstawie książki Józefa Kapeniaka i „Harnasiach” Karola Szymanowskiego. Udzieliła parokrotnych wywiadów do telewizji Kraków. Równocześnie ww. telewizja nakręciła trzykrotnie program o twórczości i działalności Zofii Majerczyk Owczarek. Również zostały nakręcone programy świąteczne jak: „Wigilia u rodziny Majerczyków” – telewizja Kraków i „Tradycje Świąt Wielkanocnych na Podhalu” przez telewizję Puls z Warszawy.
W 1992 r. założyła i przez trzy lata prowadziła dziecięcy zespół regionalny „Zawaterniok” przy Szkole Podstawowej nr 5 w Zakopanem, w klasach specjalnych. W latach 1996–1998 pracowała w Polsko-Słowackiej Komisji Międzyrządowej ds. Współpracy Trans granicznej, w grupie roboczej ds. kultury, edukacji i wymiany młodzieży. Od 1998 r. była radną pierwszej kadencji Powiatu Tatrzańskiego. W 1998 r. zadebiutowała swoimi wierszami na „Święcie poezji ludowej” w Rabie Wyżnej. Pierwsze wiersze ukazały się w „Furcydle” w gazetce wydawanej z okazji święta poezji. Napisała artykuł o roli jaką odgrywa Związek Podhalan dla mieszkańców Podhala do pisma katolickiego „Salwatore”, opowiadanie humorystyczne o żużlowcach do miesięcznika „Speedway magazyn” oraz różnego rodzaju przemówienia jak np.: na 70 lecie Związku Podhalan w Ameryce Północnej, mowa pogrzebowa, mowa ślubna i wiele adresów gratulacyjnych. Od 2000 roku maluje na szkle. W grudniu 2000 r. Zarządzeniem Rektora Politechniki Krakowskiej otrzymała powołanie do Rady Artystycznej Galerii „Stara Polana” w Zakopanem. W tymże roku została wybrana wiceprezesem Stowarzyszenia Muzeum Walki i Męczeństwa „Palace” Katownia Podhala.
W 2003 r. została odznaczona Srebrnym Krzyżem Zasługi.

## Wystawy indywidualne
- 1991
  - „Haft góralski” – Zofia Majerczyk Owczarek i „Malarstwo na szkle” – Janina Jarosz – Dom Kultury Puchov – Słowacja
  - „Haft góralski” – Gminny Ośrodek Kultury – Poronin
  - „Haft góralski” – Związek Podhalan Świetlica „Śwarna” – Zakopane
  - „Haft góralski” – Gminny Ośrodek Kultury – Biały Dunajec
- 1992
  - „Haft góralski” – Zofia Majerczyk Owczarek i „Malarstwo na szkle” –Janina Jarosz – Willa Flora – Stary Smokowiec – Słowacja
- 1993
  - „Haft góralski” – Związek Podhalan Świetlica „Śwarna” – Zakopane
- 1994
  - „Haft Podhalański” – Gminny Ośrodek Kultury – Poronin
- 1995
  - „Haft góralski” – Filharmonia Zielonogórska im. T. Bairda
  - występ Kapeli zespołu im. Bartusia Obrochty na koncercie z okazji Narodowego Święta Niepodległości pod dyrekcją Czesława Grabowskiego w Filharmonii Zielonogórskiej
- 2000
  - Wystawa strojów z Łuku karpackiego – współczesne hafty i zbiory starych strojów karpackich Zofii Majerczyk Owczarek
- 2005
  - Twórczość ludowa Zofii Majerczyk- Owczarek z Zakopanego– Muzeum w Ostrzeszowie
- 2008
  - Wystawa haftu i malarstwa na szkle Zofii Majerczyk Owczarek – Gminny Ośrodek Kultury – Poronin
- 2008
  - Wystawa jubileuszowa – Galeria Jednego Autora – Zakopane
- 2009
  - Wystawa malarstwa na szkle Zofii Majerczyk Owczarek – Pniewy
- 2009
  - „Żeby nie zatracić korzeni”, Zofia Majerczyk-Owczarek – Willa Orla – Zakopane[2]

## Wystawy zbiorowe
- 1986
  - „Twórcze kontynuowanie tradycji w sztuce ludowej Podhala” – wystawa w MPiK Zakopane
- 1987
  - „Biała Izba” – Willa „Flora” Stary Smokowiec
- 1988
  - „Współczesny haft podhalański” – Muzeum Tatrzańskie im. Dr. T. Chałubińskiego w Zakopanem
  - Wystawa pokonkursowa na „Współczesny strój regionalny” – Muzeum Etnograficzne we Włocławku
- 1989
  - „Bioło Izba” – MPiK Zakopane
- 1993
  - „Podhalańska Twórczość Ludowa” – Willa „Turnia” – Zakopane
- 1994
  - „Podhalańska Twórczość Ludowa” Dom Ludowy – Bukowina Tatrzańska
  - „Wystawa Prac Twórców ludowych” Dom Ludowy – Bukowina Tatrzańska
  - „Goralskie umenie z Podhalia” – Galeria Tatranskeho narodneho parku w Tatranskej Lomnici
- 1995
  - „Bioło Izba” – Galeria Tatrzańskiegi Parku Narodowego w Zakopanem
  - „Bioło Izba” – Muzeum Sportu i Turystyki Regionu Karkonosze w Karpaczu
- 1996
  - Wystawa prac Twórców Ludowych – Dom Ludowy Bukowina Tatrzańska podczas „Karnawału góralskiego”
  - Wystawa prac Twórców Ludowych – Dom Ludowy Bukowina Tatrzańska podczas „Sabałowych bajań”
- 1997
  - Wystawa prac Twórców Ludowych – Dom Ludowy Bukowina Tatrzańska podczas „Karnawału góralskiego”
- 1998
  - Wystawa prac Twórców Ludowych – Dom Ludowy Bukowina Tatrzańska podczas „Karnawału góralskiego
  - Wystawa w Biołej Izbie Związku Podhalan – przygotowana z okazji srebrnego jubileuszu działalności w Związku Podhalan Zofii Majerczyk Owczarek, Andrzeja Gąsienicy Makowskiego i Jana Karpiela Bułecki.
  - „Z parzenicą w herbie”
  - Muzeum Regionalne w Kozienicach
  - Wystawa prac Twórców Ludowych – Dom Ludowy Bukowina Tatrzańska podczas „Sabałowych bajań”
  - „Z parzenicą w herbie” – Galeria Klubu Akcent w Grudziądzu
- 2000
  - „Naskie dziedzictwo – Bioło izba 2000” – Muzeum Tatrzańskiego Parku Narodowego
  - „Naskie dziedzictwo – Bioło izba 2000” – Sanktuarium matki Boskiej Fatimskiej na Krzeptówkach
- 2002
  - „Wystawa malarstwa na szkle” – Związek Podhalan Zakopane – świetlica Śwarna